# Păulești (Prahova megye)
Păulești község és falu Prahova megyében, Munténiában, Romániában.  A hozzá tartozó települések: Cocoșești, Găgeni és Păuleștii Noi.

## Fekvése
A megye délkeleti részén található, a megyeszékhelytől, Ploieștitől, tíz kilométerre északnyugatra, a Dambu patak mentén.

## Történelem
A 19. század végén a község Prahova megye Filipești járásához tartozott és Păulești valamint Găgeni falvakból állt, összesen 1066 lakossal. A községi iskolát 1859-ben alapították. A község területén volt három templom, kettő Păulești faluban, melyek közül az egyiket 1887-ben szenteltek fel, valamint egy Găgeni-en, melynek építését 1888-ban fejezték be. Cocoșești ekkor Strâmbeni-Blejoi község része volt.
A két világháború között a Prahova megyei Ploiești járás része volt. A már említett két településen kívül ekkor még további két tanya is tartozott a községhez: Dănești és Degerați. 1931-ben Găgeni önálló községi rangot kapott.
1938 és 1945 között a község polgármestere Toma T. Socolescu román építész volt. Irányítása alatt a település infrastruktúrája jelentős fejlődésen ment át, számos középület épült ekkor.
1950-ben közigazgatási átszervezés alapján, a Prahova-i régió Ploiești rajonjához került, Cocoșești községet pedig felszámolták és Păulești-hez csatolták. 1952-ben a Ploiești régióhoz csatolták.
1964-ben Degerați felvette a Păuleștii Noi nevet. 1968-ban ismét megyerendszert vezettek be az országban, Păulești elveszítette községi státuszát és Ploiești város irányítása alá helyezték, elővárosi rangban. Dănești tanyát Păulești faluval egyesítették.
1989-ben a román közigazgatási rendszerben megszűnt az elővárosi rang, Păulești pedig ismét község lett.

## Lakossága
| Nemzetiségek | 2002 | 2002   |
| ------------ | ---- | ------ |
| Románok      | 5150 | 99,61% |
| Magyarok     | 3    | 0,05%  |
| Romák        | 2    | 0,03%  |
| Görögök      | 2    | 0,03%  |
| Olaszok      | 1    | 0,01%  |
| Egyéb        | 12   | 0,23%  |
| Összesen     | 5170 | 100,0% |